# Базиліка святої Софії
40°37′58.24″ пн. ш. 22°56′49.54″ сх. д. / 40.6328444° пн. ш. 22.9470944° сх. д.
Базиліка святої Софії (грец. Ἁγία Σοφία) — хресто-купольний однонавний християнський храм у місті Салоніки, Греція. Виключно рідкісний зразок церкви іконоборчого періоду. 1988 року у складі інших ранньохристиянських і візантійських пам'яток Салонік включений до переліку об'єктів Всесвітньої спадщини ЮНЕСКО.

## Історія
На місці існуючого храму в першій половині 4 століття зведено ранньохристиянську п'ятискатну базиліку, присвячену святому Марку. Вона являла собою комплекс релігійних споруд площею понад 8 000 квадратних метрів, проте була зруйнована землетрусом в 618—620 роках. На її місці побудовано нинішній храм, що зайняв тільки частина колишнього комплексу. Будівництво храму відносять до періоду між 690 і 730 роками, ймовірно будівництво було закінчено за імператора Лева III, тобто в період іконоборства (цим пояснюється мінімальна кількість мозаїчних прикрас). У візантійський період храм оточували численні адміністративні та культові споруди.
Після завоювання Салонік турками в 1430 році храм впродовж 150 років продовжував використовуватися для християнських богослужінь, але потім був обернений на мечеть. У 1890 році пожежею будові заподіяно значні руйнування. Ремонт виконувався турками в 1907—1910 роках і в 1912 році Свята Софію повернуто християнам.